# 윌리암 카메론 타운센드
윌리암 카메론 타운센드(1896년 7월 9일~1982년 4월 23일)는 미국의 선교사였다.

## 생애
1896년 미국 캘리포니아에서 출생
1914년 로스엔젤러스의 옥시덴탈 대학교에 입학하다.
1917년 로비와 함께 과테말라 선교사로 떠나게 되다.
1918년 프란시스코 디아즈와 동행하며 11개월 동안 과테말라, 엘살바도르, 온두라스, 니카라과 등을 돌아다니다.
1919년 중앙아메리카 선교회(CAM)의 공식 선교사로 위탁되고, 스물세 번째 생일에 엘비라와 결혼하다.
1928년 성경 번역 작업에 몰두하여 신약성경 번역을 완료하다.
1931년 칵치퀼어 번역 성경을 18권 수령하여 인디언에게 전달하다. 어머니의 암과 엘비라의 심장병 소식을 듣다.
1934년 성경 번역 지망자를 위한 첫 훈련 캠프를 개최하다.
1935년 『화산의 아들 톨로』라는 실화소설을 출간하다.
1936년 제3회 훈련캠프를 개최하고 가을 언어학 하계 훈련회를 결성하다.
1942년 오클라호마 교정에서 정식으로 훈련 캠프를 개최하다. 잡지『번역』을 발간하다.
1944년 카르데나스 대통령의 전기를 쓰다. 엘비라가 죽음을 맞이하다.
1946-1049년 일레인과 결혼하여 딸 3명이 태어나다.
1950년 성경 번역 사역자 모집을 위한 다큐멘터리 단편영화를 제작하다. ‘정글 항공 수송과 무선 사역’을 위한 비행기 4대를 마련하다.
1953년 넷째 아들 윌리엄이 태어나다.
1964년 언어학 하계 훈련회의 사역자 1600명을 달성하다.
1966년 산마르코스 대학에서 명예박사를 취득하다.
1967년 러시아어 학습을 위해 멕시코로 가다.
1970년 리처드 닉슨 대통령과 대면하다.
1973년 파키스탄 대통령의 초청으로 언어 교육에 대해 연설하다.
1979년 유네스코 교육상을 수상하다.
1982년 급성 백혈병으로 생을 마감하다. 샬럿 마을의 갈보리교회에서 장례식을 치르다.